# کوتنین

فرمول کوتنین

کوتنین متابولیت غالب نیکوتین است که در تنباکو یافت می‌شود. کوتنین یک ترکیب آلی نیتروژن‌دار است.
کوتنین واروواژه نیکوتین است. از کوتنین به عنوان یک زیست‌نشانگر دود تنباکو استفاده می‌شود.
کوتنین در حال حاضر به عنوان درمانی برای افسردگی، اختلال اضطراب پس از سانحه، روان‌گسیختگی، بیماری آلزایمر و بیماری پارکینسون مورد مطالعه قرار می‌گیرد.
کوتینین به عنوان یک نمک اسید فوماریک ضد افسردگی، به نام کوتینین فومارات، توسعه یافت تا تحت نام تجاری اسکوستین به فروش برسد اما هرگز به بازار عرضه نشد.